# Berthe Toppenhaug
Berthe Toppenhaug, död 1840, var en norsk botare. 
Hon både utövade folkmedicin och trolldomskonster. Hon är känd för sina profetior. Hon var verksam i Romerike.